# Махлас, Никос
Ни́кос Махла́с (греч. Νίκος Μαχλάς; родился 16 июня 1973 года, Ираклион, Крит) — завершивший карьеру греческий футболист, нападающий. В настоящее время является президентом футбольного клуба ОФИ, воспитанником которого он и является.
С 1996 по 1999 год выступал в составе нидерландского «Витесса». В сезоне 1997/98 стал обладателем Золотой бутсы, забив в сезоне 34 гола в 32 матчах чемпионата. В 1999 году за 7,6 млн долларов перешёл в амстердамский «Аякс». Становился с клубом в 2002 году чемпион Нидерландов, а также обладателем кубка и суперкубка Нидерландов. Позже выступал на правах аренды за испанскую «Севилью» С 2003 года выступал на родине в Греции, играл за «Ираклис» и ОФИ. В 2006 году перешёл в кипрский клуб АПОЭЛ. В составе клуба в сезоне 2006/07 становился чемпионом Кипра, а в 2008 году и обладателем кубка Кипра.
В составе национальной сборной Греции провёл 61 матч и забил 18 мячей; дебютировал за сборную в 1993 году. Участник чемпионата мира 1994 года.

## Биография
Никос Махлас родился 16 июня 1973 года на острове Крит, в городе Ираклион. Отец Никоса, Гиоргос Махлас, в прошлом был известным футболистом клуба ОФИ, с 1973 по 1975 год Гиоргос забил за клуб 44 мяча.

### Клубная карьера

#### ОФИ
В 1990 году Никос попал в основную команду клуба, на тот момент Махласу было всего 17 лет. Дебют Никоса состоялся 6 февраля 1991 года, в матче 17-го тура чемпионата Греции против клуба «Паниониос», в том матче ОФИ дома одержал победу со счётом 1:0. В дебютном сезоне Махлас отыграл 4 матча и забил 1 гол, а его команда по итогам сезона заняла восьмое место. Никос стал единственным воспитанником команды в том сезоне, который сыграл за основную команду.
За шесть лет в клубе Махлас провёл 154 матча и забил 49 мячей.

#### «Витесс»
В июле 1996 года Никос перешёл в нидерландский клуб «Витесс» из города Арнем. В Высшем дивизионе Нидерландов Махлас дебютировал 21 августа 1991 года в гостевом матче против АЗ, Никос провёл на поле 80 минут, после которых его заменили на хорвата Анте Мисе. Матч же завершился победой «Витесса» со счётом 0:2, в составе победителей отличились Джон ван ден Бром и Луи Ларос.
Лишь в ноябре Никос забил свой первый мяч за клуб. 17 ноября, в матче чемпионата против клуба НЕК, Махлас забил гол на 56-й минуте, ассистентом гола стал правый полузащитник «Витесса» Арко Йохемсен, благодаря единственному забитому мячу Никоса его команда в гостях одержала победу со счётом 0:1. В первом круге чемпионата сезона 1996/97 Махлас забил лишь один гол в 15 матчах, хотя главным голеадором клуба в той части сезона был форвард Рой Макай, забивший в 15 матчах 12 мячей. 23 февраля 1997 года Махласу наконец-то удалось проявить свои качества результативного нападающего. В матче чемпионата против «Гронингена», Никосу удалось за 29 минут оформить в матче покер, уже к 38-й минуте матча его команда вела со счётом 4:1, во втором тайме «Витесс» забил ещё дважды, а Махлас был заменён на 75-й минуте. В своём дебютном сезоне за клуб Никос стал вторым по результативности нападающим в клубе, забив 8 мячей в 29 матчах чемпионата, по итогам которого «Витесс» занял пятое место, дающее право участвовать в розыгрыше Кубка УЕФА. В кубке Нидерландов Никос отметился двумя забитыми мячами в четырёх матчах, но его команда смогла дойти лишь до четвертьфинала, уступив в нём клубу «Хелмонд Спорт» со счётом 2:1.
Перед началом сезона 1997/98 лучший нападающий «Витесса» Рой Макай перешёл в испанский клуб «Тенерифе». Таким образом, Никос лишился отличного партнёра по нападению. Но на место Макая главный тренер Хенк тен Кате определил серба Деяна Цуровича, который и составил вместе с Махласом пару в нападении. «Витесс» неплохо стартовал в чемпионате Нидерландов сезона 1997/98, сам же Никос в четырёх матчах чемпионата забил пять мячей. Так, в матче против «Утрехта», который состоялся 13 сентября 1997 года, Махласу удалось забить три мяча, а его команда в итоге разгромила соперника со счётом 5:0.
15 сентября Никос дебютировал с клубом в первом раунде розыгрыша Кубка УЕФА сезона 1997/98. Соперником клуба стала португальская «Брага». В первом матче «Витесс» смог дома одержать победу со счётом 2:1, но в ответном матче в Португалии, который состоялся 30 сентября, подопечные Хенка тен Кате проиграли со счётом 0:2 и по сумме двух встреч «Витесс» прекратил своё участие в турнире. Проиграв «Браге», «Витесс» смог полностью переключиться на чемпионат, где команда довольно хорошо шла по турнирной таблице. Махлас, который так и не отличился в матчах против «Браги», уже в следующей игре чемпионата против «Валвейка» забил за «Витесс» два мяча, которые во много помогли его клуб обыграть соперника со счётом 3:2. На протяжении всего сезона Никос регулярно отличался забитыми голами и к концу чемпионата на счету греческого форварда было 34 мяча в 32 матчах первенства Нидерландов сезона 1997/98. Этот показатель стал лучшим в сезоне в Европе, и Махлас по итогам сезона стал обладателем Золотой бутсы, которая вручалась только лучшему бомбардиру национальных чемпионатов стран, входящих в УЕФА. Команда Махласа выступила так же отлично как и он сам: «Витесс» смог финишировать на третьем месте, уступив только ПСВ и чемпиону страны «Аяксу».
Третий сезон в «Витессе» стал для Махласа не столь результативным, как прошлый. Главный тренер Хенк тен Кате ещё перед началом сезона покинул клуб, а на его место был приглашён португальский специалист Артур Жорже, руководивший до этого испанским «Тенерифе». 22 августа 1998 года Махлас открыл счёт своим голам в новом сезоне: в матче против «Роды» единственный забитый гол Никоса принёс его команде победу со счётом 1:0. Как и в прошлом сезоне, «Витессу» вновь предстояло 15 сентября принять участие в матах первого раунда розыгрыша Кубка УЕФА сезона 1998/99. На этот раз соперником клуба стал греческий АЕК, против которого Махлас играл ещё будучи игроком ОФИ. В первом матче «Витесс» разгромил АЕК со счётом 3:0, все голы были забиты во втором тайме. Сначала Луи Ларос на 50-й минуте открыл счёт, а спустя три минуты хорват Марко Перович удвоил преимущество нидерландского клуба. Точку в матче поставил именно Махлас, поразив ворота АЕКа на 90-й минуте. Спустя семь дней, 22 сентября, состоялся ответный матч в Греции. Спустя 11 минут после начала матча Никосу удалось открыть счёт в матче, однако уже через 3 минуты нападающий АЕКа Демис Николаидис сравнял счёт в матче. Но спустя считанные минуты Махлас вновь поразил ворота АЕКа. Первый тайм завершился со счётом 1:2 в пользу «Витесса». В начале второго тайма полузащитник Мартейн Рёсер забил третий мяч «Витесса», но АЕК смог сравнять счёт: сначала Харис Копитсис смог сократить счёт до минимума, а затем всё тот же Николаидис забил свой второй гол в матче. В итоге в матче была зафиксирована результативная ничья 3:3. По сумме двух встреч со счётом 6:3 победу одержал «Витесс» и вышел во второй раунд Кубка УЕФА.
В следующем раунде команде Махласа предстояло встретиться с четырёхкратным чемпионом Франции «Бордо». За три дня до матча, 17 октября 1998 года, Никос, в матче чемпионата против клуба «Виллем II» смог отметиться хет-триком, который помог его команде одержать победу со счётом 3:2. Для Махласа это был уже пятый хет-трик в рамках чемпионата Нидерландов. 20 сентября «Витесс» на своём поле встретился с «Бордо». Гости смогли забить однажды: на 45-й минуте ворота нидерландцев поразил Сильвен Вильтор и этот гол стал единственным в матче. В ответном матче во Франции, который состоялся 3 ноября, игроки «Витесса» смогли уже в самом начале матча забить, на 8-й минуте отличился Арко Йохемсен. Но после возобновления игры футболисты «Бордо» смогли произвести молниеносную атаку на ворота «Витесса» и Жоан Мику смог поразить ворота греческого голкипера «Витесса» Костаса Ханиотакиса. Первый тайм завершился вничью 1:1, а во втором тайме нападающий «Бордо» Сильвен Вильтор забил на 66-й минуте второй гол. Никосу и его команде не удалось больше забить. В конечном итоге «Витесс» по сумме двух встреч вылетел из розыгрыша Кубка УЕФА.
В чемпионате Нидерландов Махлас также не блистал своей результативностью: за два месяца Никос забил лишь три мяча в восьми матчах первенства. К перерыву в чемпионате на счету Махласа значилось 12 голов в 17 матчах. После возобновления чемпионата в феврале 1999 года Никос также не слишком часто забивал за клуб. К концу чемпионата сезона 1998/99 Махлас вновь стал лучшим бомбардиром своего клуба: 18 голов в 31 матче. «Витесс» финишировал в чемпионате на четвёртом месте. Уже после окончания сезона директор «Витесса» заявил, что Махлас будет продан, так как на него претендует несколько европейских клубов. Среди таковых  были английский «Арсенал» и итальянская «Фиорентина».

#### «Аякс» и «Севилья»
Но сам Никос захотел остаться в Нидерландах: в услугах Махласа был заинтересован амстердамский «Аякс». Как позже сказал Махлас, «Аякс» — это идеальная для него команда. «Аякс» выплатил за Никоса «Витессу» 7,6 млн долларов, сделка стала рекордной для амстердамского клуба. Махлас стал первым греком в истории «Аякса». Дебют греческого форварда состоялся 8 августа 1999 года в матче Суперкубка Нидерландов против «Фейеноорда».
В «Аяксе» Никос за три сезона забил 38 мячей в 74 матчах. Этот скромный показатель негативно сказался на его будущем в команде. Тогдашний главный тренер «Аякса» Рональд Куман отдавал предпочтение молодым форвардам Златану Ибрагимовичу и Мидо.
26 января 2003 года Махлас был отдан в аренду в испанскую «Севилью». В случае отличного выступления клуб намеревался выкупить права на Никоса. За аренду «Севилья» заплатила 1,8 млн евро. Дебют Махласа состоялся 2 февраля, в матче 20-го тура чемпионата Испании против «Сельты». Главный тренер «Севильи» Хоакин Капаррос выпустил Никоса на поле лишь в конце второго тайма: на 76-й минуте греческий форвард заменил аргентинца Мариано Тоэдтли. Но в испанском клубе Маслах не прижился. В основном Никос выходил на замену во втором тайме. Лишь в апреле Никосу удалось отличиться за свой клуб: в матче 29-го тура чемпионата против «Вильярреала» Махлас отметился дублем, который помог его команде одержать победу со счётом 3:1.
В конце апреля Никос был арестован дорожной полицией Испании на юге Севильи за агрессивное вождение и попытку уйти от преследования полиции. Никос был доставлен в полицейский участок. По словам полицейских, Махлас оскорблял их и пытался сопротивляться при аресте. Как позже выяснилось, Никос грубо нарушил правила дорожного движения, так как ехал в неправильном направлении по улице с односторонним движением.
После окончания аренды Никос вернулся в «Аякс», но с основной командой Махлас тренироваться отказался и поэтому проводил тренировки с резервным составом амстердамцев. Свой последний гол за «Аякс» Никос забил 11 июля 2003 года в товарищеской игре против клуба «Ахиллес’12». 29 июля Махлас сыграл за молодёжный состав «Аякса» против любительского клуба «Дёйнранд Шорл». Как позже выяснилось, эта игра стала для Никоса последней в составе «Аякса». 31 июля руководство «Аякса» приняло решение расторгнуть контракт с греческим нападающим. Клуб решил досрочно расстаться с Никосом, так как «Аякс» не смог найти покупателя для 30-летнего игрока. По контракту Никос был связан с амстердамцами ещё на 11 месяцев, но Махласу не нашлось места в планах Рональда Кумана.

#### «Ираклис»
Уже на следующий день, 1 августа, Махлас заключил годичный контракт с греческим «Ираклисом». В 26 матчах Никос за «Ираклис» забил 10 мячей. По окончании контракта Никос решил вернуться в свой старый клуб ОФИ. На протяжении сезона Никос был игроком основного состава, но позже ему пришлось уйти из клуба из-за конфликта с его президентом.

#### ОФИ
Спустя восемь лет Махлас вновь вернулся в свой родной клуб ОФИ.

#### АПОЭЛ
В конце июля 2006 года Никос заключил контракт на полтора года с кипрским клубом АПОЭЛ, который по итогам чемпионата Кипра сезона 2005/06 занял третье место. В дебютном сезоне за клуб Никос провёл в чемпионате 22 матча и забил 7 мячей, а также стал чемпионом Кипра. Спустя месяц после победы в чемпионате команде Махласа предстояло стартовать в первом раунде Лиги чемпионов сезона 2007/08. Соперником АПОЭЛА стал белорусский клуб БАТЭ. Первый матч против БАТЭ состоялся 17 июля 2007 года. Многие предрекали победу белорусского клуба. Но подопечные Мариноса Узунидиса смогли в конце тайма распечатать ворота голкипера БАТЭ Александра Федоровича: голом в правый нижний угол отметился полузащитник Хрисостомос Михаил. На 60-й минуте футболисты АПОЭЛа заработали угловой, Рикарду Фернандеш навесил, а Махлас ударом головой с трёх метров поразил ворота Федоровича. В конце матча Никос был заменён, а его команда в итоге одержала дома победу со счётом 2:0. Спустя 10 дней, 27 июля, состоялся ответный матч, который проходил на городском стадионе в Борисове. АПОЭЛ уступил в гостях со счётом 3:0 и вылетел из розыгрыша Лиги чемпионов.
2 сентября 2007 года стартовал чемпионат Кипра сезона 2007/08, Махлас в матче первого тура против «Доксы» появился в стартовом составе с первых минут. АПОЭЛ начал матч довольно неплохо, но уже на 26-й минуте «Докса» забила гол, отличился бразилец Давид. Первый тайм завершился со счётом 0:1, но в начале второго тайма, на 53-й минуте, Никос ударом головой смог сравнять счёт в матче. Гол отлично повлиял на игроков АПОЭЛА и они с большей активностью начали атаковать ворота «Доксы». На 70-й минуте Никос вновь после удара головой поразил ворота «Доксы», а спустя ещё минуту, полузащитник Хрисостомос Михаил с пенальти забил третий мяч в ворота «Доксы». На 76-й минуте Никос покинул поле, вместо него появился серб Неманья Цурович. Единственное, что смогли игроки «Доксы» - отыграть один мяч в конце матча. В итоге АПОЭЛ одержал свою первую победу в чемпионате. 23 сентября, в матче 3-го тура против клуба АПОП, Никос вновь отметился в матче дублем, забив один из мячей с пенальти. Его команда довольно легко дома разгромила АПОП со счётом 4:0.
Махлас провёл отличный сезон за АПОЭЛ: в 29 матчах чемпионата (включая матчи плей-офф) Никос забил 10 мячей, став при этом вторым бомбардиром в клубе. АПОЭЛ завершил сезон на втором месте, уступив только «Анортосису». После завершения чемпионата 17 мая 2008 года состоялся финальный матч за Кубок Кипра, в котором соперником АПОЭЛа стал новоиспечённый чемпион «Анортосис». Никос в той игре появился лишь на последних минутах матча: на 89-й минуте Махлас заменил Ненада Миросавлевича. К этому времени его команда уверенно обыгрывала оппонента со счётом 2:0. С таким счётом матч и завершился, и АПОЭЛ завоевал свой девятнадцатый кубок Кипра в истории. Как позже выяснилось, этот матч стал последним для 35-летнего Махласа, который объявил о завершении своей игровой карьеры.

### Сборная Греции
За национальную сборную Греции Махлас провёл 61 матч и забил 18 мячей.

## Статистика выступлений
| Клуб             | Сезон            | Лига | Лига | Кубки | Кубки | Европейские кубки | Европейские кубки | Другие | Другие | Итого | Итого |
| Клуб             | Сезон            | Игры | Голы | Игры  | Голы  | Игры              | Голы              | Игры   | Голы   | Игры  | Голы  |
| ---------------- | ---------------- | ---- | ---- | ----- | ----- | ----------------- | ----------------- | ------ | ------ | ----- | ----- |
| ОФИ              | 1990-1991        | 4    | 1    | ?     | ?     | _                 | _                 | _      | _      | ?     | ?     |
| ОФИ              | 1991-1992        | 27   | 4    | ?     | ?     | _                 | _                 | _      | _      | ?     | ?     |
| ОФИ              | 1992-1993        | 27   | 8    | ?     | ?     | _                 | _                 | _      | _      | ?     | ?     |
| ОФИ              | 1993-1994        | 31   | 9    | ?     | ?     | _                 | _                 | _      | _      | ?     | ?     |
| ОФИ              | 1994-1995        | 32   | 10   | ?     | ?     | _                 | _                 | _      | _      | ?     | ?     |
| ОФИ              | 1995-1996        | 33   | 17   | ?     | 0     | _                 | _                 | _      | _      | ?     | ?     |
| ОФИ              | Итого            | 154  | 48   | ?     | ?     | _                 | _                 | _      | _      | ?     | ?     |
| Витесс           | 1996-1997        | 29   | 8    | 4     | 2     | _                 | _                 | _      | _      | 33    | 10    |
| Витесс           | 1997-1998        | 32   | 34   | 3     | 2     | 2                 | 0                 | _      | _      | 37    | 36    |
| Витесс           | 1998-1999        | 31   | 18   | 3     | 3     | 4                 | 3                 | _      | _      | 38    | 24    |
| Витесс           | Итого            | 92   | 60   | 10    | 7     | 6                 | 3                 | _      | _      | 108   | 70    |
| Аякс             | 1999-2000        | 25   | 14   | 1     | 0     | 5                 | 3                 | 1      | 0      | 32    | 17    |
| Аякс             | 2000-2001        | 19   | 12   | 1     | 0     | 2                 | 0                 | _      | _      | 22    | 12    |
| Аякс             | 2001-2002        | 30   | 12   | 3     | 2     | 6                 | 1                 | _      | _      | 39    | 15    |
| Аякс             | 2002-2003        | 0    | 0    | 0     | 0     | 0                 | 0                 | 0      | 0      | 0     | 0     |
| Аякс             | Итого            | 74   | 38   | 5     | 2     | 13                | 4                 | 1      | 0      | 93    | 44    |
| Севилья          | 2002-2003        | 14   | 2    | 0     | 0     | _                 | _                 | _      | _      | 14    | 2     |
| Севилья          | Итого            | 14   | 2    | 0     | 0     | _                 | _                 | _      | _      | 14    | 2     |
| Ираклис          | 2003-2004        | 25   | 10   | ?     | 3     | _                 | _                 | _      | _      | ?     | ?     |
| Ираклис          | Итого            | 25   | 10   | ?     | ?     | _                 | _                 | _      | _      | ?     | ?     |
| ОФИ              | 2004-2005        | 27   | 13   | ?     | ?     | _                 | _                 | _      | _      | ?     | ?     |
| ОФИ              | 2005-2006        | 25   | 8    | ?     | ?     | _                 | _                 | _      | _      | ?     | ?     |
| ОФИ              | Итого            | 52   | 21   | ?     | ?     | _                 | _                 | _      | _      | ?     | ?     |
| АПОЭЛ            | 2006-2007        | 22   | 7    | ?     | ?     | 0                 | 0                 | _      | _      | ?     | ?     |
| АПОЭЛ            | 2007-2008        | 29   | 10   | 4     | 0     | 2                 | 1                 | ?      | ?      | ?     | ?     |
| АПОЭЛ            | Итого            | 51   | 17   | ?     | ?     | _                 | _                 | _      | _      | _     | _     |
| Всего за карьеру | Всего за карьеру | 462  | 196  | ?     | ?     | ?                 | ?                 | ?      | ?      | ?     | ?     |

(откорректировано по состоянию на момент завершения карьеры)

## Достижения
Клубные:
- Чемпион Нидерландов 2002
- Обладатель Кубка Нидерландов 2002
- Обладатель Суперкубка Нидерландов 2002
- Чемпион Кипра: 2007
- Обладатель Кубка Кипра: 2008

Личные:
- Обладатель Золотой бутсы 1998
- Лучший бомбардир чемпионата Нидерландов 1997—1998 (34 мяча)